# موتور سهراب (کورین، یک)
موتور سهراب روستایی در دهستان کورین بخش کورین شهرستان زاهدان استان سیستان و بلوچستان ایران است.

## جمعیت
بر پایه سرشماری عمومی نفوس و مسکن در سال ۱۳۹۵ جمعیت این روستا ۱۲۶ نفر (۳۱خانوار) بوده‌است.